# سیه (اردبیل)
سیه نام روستایی در دهستان اجارود شرقی، بخش موران، شهرستان گرمی، استان اردبیل است که طبق سرشماری نفوس و مسکن مرکز آمار ایران ۳۸ نفر جمعیت دارد.